# Thinkpad T系列
Thinkpad T系列是联想旗下的Thinkpad笔记本电脑系列中的一个分支，起初由IBM于2000年推出，2005年随IBM消费型计算机部门与IBM个人电脑的所有品牌一同出售给了联想公司。此后由联想继续生产和销售后续型号。

## 引用
1. ↑  . www.ibm.com. 2015-10-01  [2022-05-14]. （原始内容存档于2020-06-29） （美国英语）.
2. ↑  Spooner, John G. . ZDNet.   [2022-05-14]. （原始内容存档于2022-05-14） （英语）.
3. ↑  . web.archive.org. 2012-02-05  [2022-05-14]. 原始内容存档于2012-02-05.
4. ↑  . www.lenovo.com.   [2022-05-14]. （原始内容存档于2021-10-24） （英语）.